# Hunyadiscus
Hunyadiscus is een geslacht van weekdieren uit de klasse van de Gastropoda (slakken).

## Soorten
- Hunyadiscus andersoni (W. Blanford, 1869)
- Hunyadiscus saurini Páll-Gergely, 2016